# Václav Haman
Václav Haman (* 18. července 1986, Jičín) je český sportovní kulový střelec a profesionální puškař. Účastnil se Letních olympijských her 2008 a 2012.
Na LOH 2008 v Pekingu závodil ve střelbě ze vzduchovky na 10 metrů, kde skončil na 13. místě a ve střelbě z malorážky na 50 metrů, kde se umístil jako 23. Na LOH 2012 v Londýně závodil ve střelbě ze vzduchovky na 10 metrů, kde skončil na 33. místě, ve střelbě z malorážky na 50 metrů s 60 ranami vleže skončil 41. a v polohovém závodě ve střelbě z malorážky na 50 metrů s 3x40 ranami obsadil 34. místo.